# Mappa concettuale

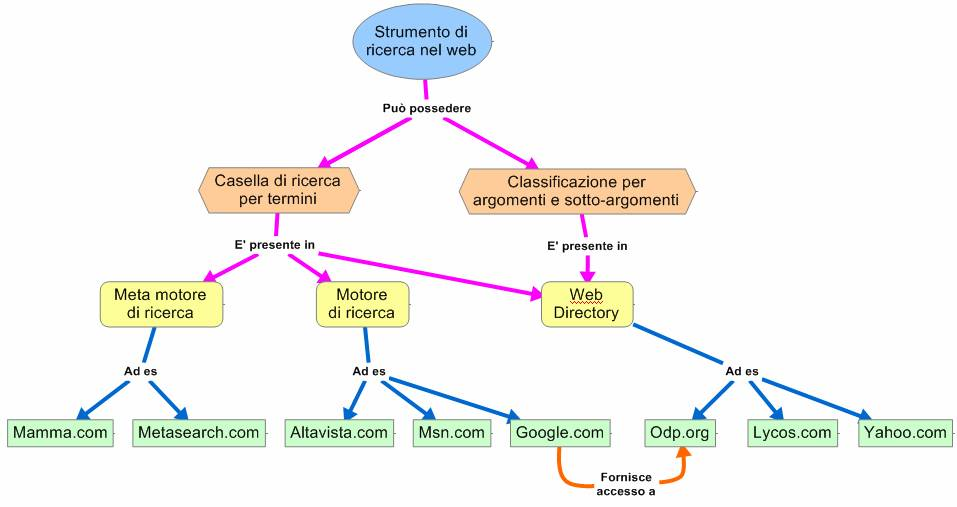
Esempio di mappa concettuale che sviluppa un argomento informatico

La mappa concettuale è la rappresentazione grafica della rete di relazioni tra più concetti, a partire da quello iniziale. 
Le mappe servono per rappresentare in un grafico le proprie conoscenze intorno ad un argomento specifico secondo un principio cognitivo di tipo costruttivista, per cui ciascuno è autore del proprio percorso conoscitivo all'interno di un contesto. Le mappe concettuali mirano a contribuire alla realizzazione di apprendimento significativo, in grado di modificare le strutture cognitive del soggetto e contrapposto all'apprendimento meccanico, fondato sull'acquisizione mnemonica.
Questa metodologia di apprendimento fu teorizzata da Joseph Novak negli anni settanta. Le teorie di Novak sono fortemente collegate a quelle di David Ausubel.

## Descrizione

### Struttura
Secondo l'impostazione originale di Novak, le caratteristiche essenziali di una mappa concettuale sono le seguenti:
- è costituita da nodi concettuali, ciascuno dei quali rappresenta un concetto elementare e viene descritto con un'etichetta apposta ad una sagoma geometrica;
- i nodi concettuali sono collegati mediante delle relazioni di tipo connessionista: in genere vengono rappresentate come frecce orientate e dotate di un'etichetta descrittiva (in genere un predicato);
- la struttura complessiva è di tipo reticolare (che quindi potrebbe non presentare un "preciso punto di partenza").

### Implementazione
Utili accorgimenti per realizzare una mappa concettuale sono i seguenti:
- individuare chiaramente la "domanda focale", ovvero il tema che si sta descrivendo e che circoscrive l'ambito di analisi;
- svilupparla per quanto possibile dall'alto verso il basso, considerando le relazioni trasversali una eccezione;
- adottare una logica di realizzazione di tipo connessionista: prima avviene l'identificazione dei concetti, poi la creazione delle relazioni associative tra di essi;
- riuscire a collegare i diversi argomenti in modo chiaro e corretto.

## Evoluzione nel tempo del modello originale
Questo semplice insieme di requisiti e la forte connotazione cognitiva ha permesso l'applicazione delle mappe concettuali nelle situazioni più disparate.
In tal senso sono indicative le molteplici derivazioni di questo modello, come i diagrammi a blocchi (inglese: flow chart) o i diagrammi ERD: sono tutte tipologie riconducibili alla proposta originale di Novak, benché ciascuna sia caratterizzata da peculiarità semantico/rappresentative e da un utilizzo in specifici ambiti.

## Mappe concettuali e mappe mentali
Spesso le mappe concettuali sono messe in relazione con le mappe mentali di Buzan. 
Da queste ultime le mappe concettuali si differenziano per il loro orientamento spiccatamente cognitivo, che le rende particolarmente utili in contesti quali la gestione della conoscenza, la formazione, la risoluzione di problemi.
Al contrario le mappe mentali, maggiormente orientate all'ambito creativo, sono utilizzate in chiave evocativa ed emozionale.
L'utilizzo di software per la realizzazione digitale di mappe ha permesso il loro utilizzo anche in ambito operativo. 
In tal senso sono interessanti quelle applicazioni nelle quali è avvenuta l'integrazione tra:
- l'espressività delle mappe concettuali;
- il bagaglio evocativo e la struttura gerarchico-associativa delle mappe mentali;
- gli strumenti informatici tipici dell'office automation.

In letteratura a questo proposito è stato introdotto il concetto di solution map.

## Mappe concettuali e ambienti digitali
Ci sono molti programmi per fare mappe concettuali, fra i quali:
- Algor Education: una moderna applicazione web gratuita che aiuta gli studenti nella creazione di mappe concettuali.
- FreeMind: un'applicazione di mappatura mentale gratuita scritta in Java.
- GitMind: uno strumento di mappatura mentale e diagramma di flusso online gratuito con modelli di mappe mentali già pronti.
- IHMC Cmap Tools: prodotto gratuito per usi educativi e privi di fini di lucro e disponibile per diversi sistemi operativi.
- compendium: prodotto open source, disponibile per quasi tutti i sistemi operativi.
- Microsoft Visio: supporto per disegnare diagrammi statici inclusi diagrammi a blocchi, organigrammi, mappe, piani o flussi di lavoro.
- XMind, prodotto a pagamento multipiattaforma in grado di gestire diversi tipi di diagrammi e mappe.
- BrainVizing[3]: applicazione open source che sfruttando le capacità di GraphViz[4] (altra applicazione open source) consente di realizzare mappe mentali in forma incrementale, e di produrle in sequenze che ne illustrano la definizione collegamento dopo collegamento.

## Le mappe concettuali a scuola (mappe strutturali)
Le mappe "strutturali" rappresentano una evoluzione delle mappe concettuali, utilizzate soprattutto a livello scolastico. Queste mappe si propongono di rappresentare le relazioni che si stabiliscono tra i concetti principali di una unità di apprendimento. L'uso dell'aggettivo strutturale è dovuto alla loro caratteristica di sintetizzare e mostrare la struttura dell'informazione. Permette agli studenti di studiare e memorizzare con maggiore efficacia il materiale di studio, si possono dividere in due grandi famiglie: 
- mappe per comunicare, che vengono costruite utilizzando le conoscenze acquisite (mappe concettuali, mappe mentali, mappe cognitive)
- mappe per apprendere che servono alla comprensione e/o alla verifica di nuovi campi di conoscenza (mappe strutturali).